# Droupt-Saint-Basle

Droupt-Saint-Basle este o comună în departamentul Aube din nord-estul Franței. În 2009 avea o populație de 317 de locuitori.